# Martha Rhema
Martha Rhema est une actrice allemande de l'époque du cinéma muet.

## Filmographie
- 1919 : Das Gelübe der Keuschheit
- 1919 : Frauen, die nicht heiraten sollten
- 1919 : Lola Montez - 2.Teil: Am Hofe Ludwig I. von Bayern (autre titre : Die Geliebte des Kaisers)
- 1920 : Frauenliebe (autre titre : Mosaik, aus drei Steinbildern zusammengesetzt) : la vieille
- 1920 : Wenn die Liebe nicht war
- 1920 : Maita
- 1920 : Die Maske des Todes - 1. Teil: Der Mann mit dem Silberskelett
- 1920 : Das Kussverbot (autre titre : Eine Biedermeier)
- 1920 : Die Maske des Todes - 2. Teil: Das Geheimnis der Zisterne
- 1920 : Die Legend von der heiligen Simplicia (autres titres : Die heilige Simplicia, The Legend of Holy Simplicity)
- 1920 : Das Grosse Geheimnis
- 1921 : In einem kühlen Grunde : Mme Hartmann
- 1921 : Begierde (autres titres : Das Abenteuer der Katja Nastjenko, Katja Nastjenko) : comtesse Feodora